# Tournoi féminin de football aux Jeux olympiques d'été de 1996
Cet article traite de l'épreuve féminine. Pour la compétition masculine, voir Tournoi masculin de football aux Jeux olympiques d'été de 1996.
Pour un article plus général, voir Football aux Jeux olympiques d'été de 1996.
Navigation
Sydney 2000
Le tournoi féminin de football aux Jeux olympiques d'été de 1996 est la première édition du tournoi féminin de football des Jeux olympiques et se tient à Atlanta et dans quatre autres villes des États-Unis, du 21 juillet au 1er août 1996.
Les résultats de la Coupe du monde de football féminin 1995 ont servi de critère de qualification. Sept des huit quarts de finalistes du mondial 1995 sont ainsi qualifiés pour le Tournoi olympique (c'est-à-dire qu'aucune équipe d'Afrique ou d'Océanie n'a pris part au tournoi). L'Angleterre, figurant également dans le top 8 mondial, est inéligible aux termes du règlement du CIO et est remplacée par le Brésil. Contrairement au tournoi masculin, il n'y a pas de restriction d'âge pour participer à la compétition.

## Équipes qualifiées
En tant que pays hôte, les États-Unis sont qualifiés d'office, tandis que les autres équipes sont qualifiées par rapport à leurs résultats lors de la Coupe du monde de football féminin 1995, à l'exception du Brésil qui a reçu une invitation pour remplacer l'Angleterre car cette dernière ne répondait pas aux exigences du CIO.
| Tournoi qualificatif                    | Date             | Lieu  | Qualifiés  | App. |
| --------------------------------------- | ---------------- | ----- | ---------- | ---- |
| Pays organisateur                       |                  |       | États-Unis | 1re  |
| Coupe du monde de football féminin 1995 | 1er juillet 1995 | Suède | Norvège    | 1re  |
| Coupe du monde de football féminin 1995 | 1er juillet 1995 | Suède | Allemagne  | 1re  |
| Coupe du monde de football féminin 1995 | 1er juillet 1995 | Suède | Chine      | 1re  |
| Coupe du monde de football féminin 1995 | 1er juillet 1995 | Suède | Suède      | 1re  |
| Coupe du monde de football féminin 1995 | 1er juillet 1995 | Suède | Danemark   | 1re  |
| Coupe du monde de football féminin 1995 | 1er juillet 1995 | Suède | Japon      | 1re  |
| Coupe du monde de football féminin 1995 | 18 juillet 1995  | Suède | Brésil     | 1re  |

## Villes et stades retenus
Cinq stades ont été retenus pour organiser cette compétition :
| Sanford Stadium                                                  | Orange Bowl   |
| 86 117 places                                                    | 74 476 places |
| Sanford Stadium                                                  | Orange Bowl   |
| Birmingham                                                       | Orlando       |
| Legion Field                                                     | Citrus Bowl   |
| 83 091 places                                                    | 65 438 places |
| Legion Field                                                     | Citrus Bowl   |
| Washington, D.C.                                                 |               |
| RFK Stadium                                                      |               |
| 56 692 places                                                    |               |
|                                                                  |               |
| RFK Stadium Legion Field Citrus Bowl Orange Bowl Sanford Stadium |               |

Le Sanford Stadium a accueilli la finale de la compétition.

## Résultats[1]

### Premier tour
Les huit équipes sont réparties en deux groupes de quatre. Chacune affronte les trois autres de son groupe. À l'issue des trois journées, les deux premières de chaque groupe se qualifient pour les demi-finales.

#### Groupe E
Classement
| Rang | Équipe     | Pts | J | G | N | P | Bp | Bc | Diff |
| ---- | ---------- | --- | - | - | - | - | -- | -- | ---- |
| 1    | Chine      | 7   | 3 | 2 | 1 | 0 | 7  | 1  | +6   |
| 2    | États-Unis | 7   | 3 | 2 | 1 | 0 | 5  | 1  | +4   |
| 3    | Suède      | 3   | 3 | 1 | 0 | 2 | 4  | 5  | -1   |
| 4    | Danemark   | 0   | 3 | 0 | 0 | 3 | 2  | 11 | -9   |

|  | Qualifié pour le deuxième tour de la compétition.                                                                   |
|  | Pts points ; G victoires ; N matchs nuls ; P défaites Bp buts marqués ; Bc buts encaissés ; Diff différence de buts |

1re journée
| 21 juillet 1996 | États-Unis                                                | 3-0   | Danemark | Citrus Bowl, Orlando                                 |                                                      |
| 16h00 CEST      | 37e Tisha Venturini · 41e Mia Hamm · 49e Tiffeny Milbrett | (2-0) |          | Spectateurs : 25 303 Arbitrage : Claudia Vasconcelos | Spectateurs : 25 303 Arbitrage : Claudia Vasconcelos |
| 16h00 CEST      | Rapport                                                   |       |          | Spectateurs : 25 303 Arbitrage : Claudia Vasconcelos | Spectateurs : 25 303 Arbitrage : Claudia Vasconcelos |

| 21 juillet 1996 | Suède   | 0-2   | Chine                             | Orange Bowl, Miami                              |                                                 |
| 16h00 CEST      |         | (0-2) | 31e Shi Guihong · 32e Zhao Lihong | Spectateurs : 46 724 Arbitrage : Gamal Ghandour | Spectateurs : 46 724 Arbitrage : Gamal Ghandour |
| 16h00 CEST      | Rapport |       |                                   | Spectateurs : 46 724 Arbitrage : Gamal Ghandour | Spectateurs : 46 724 Arbitrage : Gamal Ghandour |

2e journée
| 23 juillet 1996 | États-Unis                                  | 2-1   | Suède                    | Citrus Bowl, Orlando                            |                                                 |
| 18h00 CEST      | 15e Tisha Venturini · 62e Shannon MacMillan | (1-0) | 64e (csc) Carla Overbeck | Spectateurs : 28 000 Arbitrage : Bente Skogvang | Spectateurs : 28 000 Arbitrage : Bente Skogvang |
| 18h00 CEST      | Rapport                                     |       |                          | Spectateurs : 28 000 Arbitrage : Bente Skogvang | Spectateurs : 28 000 Arbitrage : Bente Skogvang |

| 23 juillet 1996 | Danemark        | 1-5   | Chine                                                                                 | Orange Bowl, Miami                                |                                                   |
| 18h00 CEST      | 55e Lene Madsen | (0-4) | 10e Shi Guihong · 15e Liu Ailing · 29e Sun Qingmei · 36e Fan Yunjie · 59e Sun Qingmei | Spectateurs : 34 871 Arbitrage : Benito Archundia | Spectateurs : 34 871 Arbitrage : Benito Archundia |
| 18h00 CEST      | Rapport         |       |                                                                                       | Spectateurs : 34 871 Arbitrage : Benito Archundia | Spectateurs : 34 871 Arbitrage : Benito Archundia |

3e journée
| 25 juillet 1996 | États-Unis | 0-0   | Chine | Orange Bowl, Miami                                 |                                                    |
| 18h30 CEST      |            | (0-0) |       | Spectateurs : 55 650 Arbitrage : Pierluigi Collina | Spectateurs : 55 650 Arbitrage : Pierluigi Collina |
| 18h30 CEST      | Rapport    |       |       | Spectateurs : 55 650 Arbitrage : Pierluigi Collina | Spectateurs : 55 650 Arbitrage : Pierluigi Collina |

| 25 juillet 1996 | Danemark         | 1-3   | Suède                                                       | Orange Bowl, Miami                                   |                                                      |
| 18h30 CEST      | 90e Helle Jensen | (1-3) | 62e Malin Swedberg · 68e Malin Swedberg · 76e Lena Videkull | Spectateurs : 17 020 Arbitrage : Claudia Vasconcelos | Spectateurs : 17 020 Arbitrage : Claudia Vasconcelos |
| 18h30 CEST      | Rapport          |       |                                                             | Spectateurs : 17 020 Arbitrage : Claudia Vasconcelos | Spectateurs : 17 020 Arbitrage : Claudia Vasconcelos |

#### Groupe F
Classement
| Rang | Équipe    | Pts | J | G | N | P | Bp | Bc | Diff |
| ---- | --------- | --- | - | - | - | - | -- | -- | ---- |
| 1    | Norvège   | 7   | 3 | 2 | 1 | 0 | 9  | 4  | +5   |
| 2    | Brésil    | 5   | 3 | 1 | 2 | 0 | 5  | 3  | +2   |
| 3    | Allemagne | 4   | 3 | 1 | 1 | 1 | 6  | 6  | 0    |
| 4    | Japon     | 0   | 3 | 0 | 0 | 3 | 2  | 9  | -7   |

|  | Qualifié pour le deuxième tour de la compétition.                                                                   |
|  | Pts points ; G victoires ; N matchs nuls ; P défaites Bp buts marqués ; Bc buts encaissés ; Diff différence de buts |

1re journée
| 21 juillet 1996 | Norvège                                     | 2-2   | Brésil                      | RFK Stadium, Washington, D.C.                             |                                                           |
| 15h00 CEST      | 32e Linda Medalen · 68e Ann-Kristin Aarønes | (1-0) | 57e Pretinha · 89e Pretinha | Spectateurs : 45 946 Arbitrage : Jose Maria Garcia Aranda | Spectateurs : 45 946 Arbitrage : Jose Maria Garcia Aranda |
| 15h00 CEST      | Rapport                                     |       |                             | Spectateurs : 45 946 Arbitrage : Jose Maria Garcia Aranda | Spectateurs : 45 946 Arbitrage : Jose Maria Garcia Aranda |

| 21 juillet 1996 | Allemagne                                                   | 3-2   | Japon                             | Legion Field, Birmingham                          |                                                   |
| 13h30 CEST      | 5e Bettina Wiegmann · 33e (csc) Akemi Noda · 52e Heidi Mohr | (2-2) | 18e Futaba Kioka · 29e Yumi Tomei | Spectateurs : 44 211 Arbitrage : Sonia Denoncourt | Spectateurs : 44 211 Arbitrage : Sonia Denoncourt |
| 13h30 CEST      | Rapport                                                     |       |                                   | Spectateurs : 44 211 Arbitrage : Sonia Denoncourt | Spectateurs : 44 211 Arbitrage : Sonia Denoncourt |

2e journée
| 23 juillet 1996 | Norvège                                                     | 3-2   | Allemagne                               | RFK Stadium, Washington, D.C.                  |                                                |
| 18h30 CEST      | 5e Ann-Kristin Aarønes · 34e Linda Medalen · 65e Hege Riise | (2-1) | 32e Bettina Wiegmann · 62e Birgit Prinz | Spectateurs : 28 000 Arbitrage : Edward Lennie | Spectateurs : 28 000 Arbitrage : Edward Lennie |
| 18h30 CEST      | Rapport                                                     |       |                                         | Spectateurs : 28 000 Arbitrage : Edward Lennie | Spectateurs : 28 000 Arbitrage : Edward Lennie |

| 23 juillet 1996 | Brésil                   | 2-0   | Japon | Legion Field, Birmingham                        |                                                 |
| 16h30 CEST      | 68e Katia · 78e Pretinha | (0-0) |       | Spectateurs : 26 111 Arbitrage : Ingrid Jonsson | Spectateurs : 26 111 Arbitrage : Ingrid Jonsson |
| 16h30 CEST      | Rapport                  |       |       | Spectateurs : 26 111 Arbitrage : Ingrid Jonsson | Spectateurs : 26 111 Arbitrage : Ingrid Jonsson |

3e journée
| 25 juillet 1996 | Norvège                                                                                   | 4-0   | Japon | RFK Stadium, Washington, D.C.                    |                                                  |
| 18h30 CEST      | 25e Marianne Pettersen · 60e Linda Medalen · 74e Trine Tangeraas · 86e Marianne Pettersen | (1-0) |       | Spectateurs : 30 237 Arbitrage : Omar Al Mehanna | Spectateurs : 30 237 Arbitrage : Omar Al Mehanna |
| 18h30 CEST      | Rapport                                                                                   |       |       | Spectateurs : 30 237 Arbitrage : Omar Al Mehanna | Spectateurs : 30 237 Arbitrage : Omar Al Mehanna |

| 25 juillet 1996 | Brésil    | 1-1   | Allemagne         | Legion Field, Birmingham                          |                                                   |
| 18h30 CEST      | 53e Sissi | (0-1) | 4e Pia Wunderlich | Spectateurs : 28 319 Arbitrage : Sonia Denoncourt | Spectateurs : 28 319 Arbitrage : Sonia Denoncourt |
| 18h30 CEST      | Rapport   |       |                   | Spectateurs : 28 319 Arbitrage : Sonia Denoncourt | Spectateurs : 28 319 Arbitrage : Sonia Denoncourt |

### Tableau final
|  | Demi-finales       | Demi-finales       |                        |   | Finale           | Finale           |
|  | Demi-finales       | Demi-finales       |                        |   | Finale           | Finale           |
|  |                    |                    |                        |   |                  |                  |
|  | 28 juillet, Athens | 28 juillet, Athens |                        |   | 1er août, Athens | 1er août, Athens |
|  | 28 juillet, Athens | 28 juillet, Athens |                        |   | 1er août, Athens | 1er août, Athens |
|  | Chine              | 3                  |                        |   | 1er août, Athens | 1er août, Athens |
|  | Chine              | 3                  |                        |   | 1er août, Athens | 1er août, Athens |
|  | Brésil             | 2                  |                        |   | 1er août, Athens | 1er août, Athens |
|  | Brésil             | 2                  | Chine                  | 1 |                  |                  |
|  | 28 août, Athens    |                    | Chine                  | 1 |                  |                  |
|  |                    | États-Unis         | 2                      |   |                  |                  |
|  | Norvège            | États-Unis         | 2                      | 1 |                  |                  |
|  | Norvège            |                    |                        | 1 |                  |                  |
|  | États-Unis         | 2 ap               |                        |   |                  |                  |
|  | États-Unis         | 2 ap               | Match pour la 3e place |   |                  |                  |
|  |                    |                    |                        |   |                  |                  |
|  | 1er août, Athens   |                    |                        |   |                  |                  |
|  |                    |                    |                        |   |                  |                  |
|  | Brésil             | 0                  |                        |   |                  |                  |
|  | Brésil             | 0                  |                        |   |                  |                  |
|  | Norvège            | 2                  |                        |   |                  |                  |
|  | Norvège            | 2                  |                        |   |                  |                  |

#### Demi-finales
| 28 juillet 1996 | Chine                                              | 3-2   | Brésil                    | Sanford Stadium, Athens                         |                                                 |
| 15h00 CEST      | 5e Sun Qingmei · 83e Wei Haiying · 90e Wei Haiying | (1-0) | 67e Roseli · 72e Pretinha | Spectateurs : 64 196 Arbitrage : Ingrid Jonsson | Spectateurs : 64 196 Arbitrage : Ingrid Jonsson |
| 15h00 CEST      | Rapport                                            |       |                           | Spectateurs : 64 196 Arbitrage : Ingrid Jonsson | Spectateurs : 64 196 Arbitrage : Ingrid Jonsson |

| 28 juillet 1996 | Norvège           | 1-2 a. p. · | États-Unis                                         | Sanford Stadium, Athens                           |                                                   |
| 17h30 CEST      | 18e Linda Medalen | (1-0, 1-1)  | 76e (pen.) Michelle Akers · 100e Shannon MacMillan | Spectateurs : 64 196 Arbitrage : Sonia Denoncourt | Spectateurs : 64 196 Arbitrage : Sonia Denoncourt |
| 17h30 CEST      | Rapport           |             |                                                    | Spectateurs : 64 196 Arbitrage : Sonia Denoncourt | Spectateurs : 64 196 Arbitrage : Sonia Denoncourt |

#### Match pour la Médaille de Bronze
| 1er août 1996 | Brésil  | 0-2   | Norvège                                           | Sanford Stadium, Athens                         |                                                 |
| 18h00 CEST    |         | (0-2) | 21e Ann-Kristin Aarønes · 25e Ann-Kristin Aarønes | Spectateurs : 76 489 Arbitrage : Ingrid Jonsson | Spectateurs : 76 489 Arbitrage : Ingrid Jonsson |
| 18h00 CEST    | Rapport |       |                                                   | Spectateurs : 76 489 Arbitrage : Ingrid Jonsson | Spectateurs : 76 489 Arbitrage : Ingrid Jonsson |

#### Finale
| 1er août 1996 | Chine       | 1-2   | États-Unis                                   | Sanford Stadium, Athens                         |                                                 |
| 20h30 CEST    | 32e Sun Wen | (1-1) | 19e Shannon MacMillan · 68e Tiffeny Milbrett | Spectateurs : 76 489 Arbitrage : Bente Skogvang | Spectateurs : 76 489 Arbitrage : Bente Skogvang |
| 20h30 CEST    | Rapport     |       |                                              | Spectateurs : 76 489 Arbitrage : Bente Skogvang | Spectateurs : 76 489 Arbitrage : Bente Skogvang |

## Bilan
Les 8 équipes présentes disputent un total de 16 rencontres : 12 au premier tour et 4 dans le dernier carré.

### Classement Final
| Rang | Équipe     | J | G-N-P |
| ---- | ---------- | - | ----- |
| 1    | États-Unis | 5 | 4-1-0 |
| 2    | Chine      | 5 | 3-1-1 |
| 3    | Norvège    | 5 | 3-1-1 |
| 4    | Brésil     | 5 | 1-2-2 |
| 5    | Allemagne  | 3 | 1-1-1 |
| 6    | Suède      | 3 | 1-0-2 |
| 7    | Japon      | 3 | 0-0-3 |
| 8    | Danemark   | 3 | 0-0-3 |

### Nombre d'équipes par confédération et par tour
| Confédération | Premier tour | Demi-finales | Finale | Victoire |
| ------------- | ------------ | ------------ | ------ | -------- |
| UEFA          | 4            | 1            | 0      | 0        |
| AFC           | 2            | 1            | 1      | 0        |
| CAF           | 0            | 0            | 0      | 0        |
| CONCACAF      | 1            | 1            | 1      | 1        |
| CONMEBOL      | 1            | 1            | 0      | 0        |
| OFC           | 0            | 0            | 0      | 0        |
| Total         | 8            | 4            | 2      | 1        |

### Soulier d'or de la meilleure buteuse
Pretinha, Linda Medalen et Ann-Kristin Aarønes gagnent le Soulier d'or de la meilleure buteuse avec 4 buts.
| Place | Joueuse             | Buts |
| ----- | ------------------- | ---- |
| 1     | Pretinha            | 4    |
| 1     | Linda Medalen       | 4    |
| 1     | Ann-Kristin Aarønes | 4    |
| 4     | Shannon MacMillan   | 3    |
| 4     | Sun Qingmei         | 3    |

| Joueuses ayant inscrit deux buts | Joueuses ayant inscrit deux buts | Joueuses ayant inscrit deux buts | Joueuses ayant inscrit deux buts |
| -------------------------------- | -------------------------------- | -------------------------------- | -------------------------------- |
| 6                                | Wei Haiying                      | 2                                |                                  |
| 6                                | Bettina Wiegmann                 | 2                                |                                  |
| 6                                | Malin Swedberg                   | 2                                |                                  |
| 6                                | Tiffeny Milbrett                 | 2                                |                                  |
| 6                                | Shi Guihong                      | 2                                |                                  |
| 6                                | Marianne Pettersen               | 2                                |                                  |
| 6                                | Tisha Venturini                  | 2                                |                                  |

| Joueuses ayant inscrit un but | Joueuses ayant inscrit un but | Joueuses ayant inscrit un but | Joueuses ayant inscrit un but |
| ----------------------------- | ----------------------------- | ----------------------------- | ----------------------------- |
| 13                            | Birgit Prinz                  | 1                             |                               |
| 13                            | Helle Jensen                  | 1                             |                               |
| 13                            | Lene Madsen                   | 1                             |                               |
| 13                            | Trine Tangeraas               | 1                             |                               |
| 13                            | Pia Wunderlich                | 1                             |                               |
| 13                            | Katia                         | 1                             |                               |
| 13                            | Akemi Noda                    | 1                             |                               |
| 13                            | Futaba Kioka                  | 1                             |                               |
| 13                            | Heidi Mohr                    | 1                             |                               |
| 13                            | Lena Videkull                 | 1                             |                               |
| 13                            | Mia Hamm                      | 1                             |                               |
| 13                            | Sun Wen                       | 1                             |                               |
| 13                            | Sissi                         | 1                             |                               |
| 13                            | Fan Yunjie                    | 1                             |                               |
| 13                            | Liu Ailing                    | 1                             |                               |
| 13                            | Roseli                        | 1                             |                               |
| 13                            | Zhao Lihong                   | 1                             |                               |
| 13                            | Michelle Akers                | 1                             |                               |
| 13                            | Hege Riise                    | 1                             |                               |